# Guillermo Hita Téllez
Pedro Guillermo Hita Téllez és un polític espanyol del Partit Socialista Obrer Espanyol (PSOE), alcalde d'Arganda del Rey des de 2015.
Va néixer a Madrid el 1966. Físic de formació i funcionari de carrera, va estudiar a la Universitat Nacional d'Educació a Distància (UNED). El 2007 va entrar com a regidor a l'Ajuntament d'Arganda del Rey.
 Després de tancar un acord d'investidura amb Ciutadans, Esquerra Unida, i Arganda Sí Pot, va ser investit el 13 de juny de 2015 com a alcalde d'Arganda del Rey. Al novembre de 2015 va ser elegit president de la Federació de Municipis Madrilenys (FMM). A l'octubre de 2018 va anunciar la seva postulació per revalidar l'alcaldia de cara a 2019.